# Ullal
Ullal är en ort i Indien.   Den ligger i distriktet Dakshina Kannada och delstaten Karnataka, i den södra delen av landet, 1 800 km söder om huvudstaden New Delhi. Ullal ligger 11 meter över havet och antalet invånare är 59 116.
Terrängen runt Ullal är platt. Havet är nära Ullal västerut. Runt Ullal är det tätbefolkat, med 636 invånare per kvadratkilometer. Närmaste större samhälle är Mangaluru, 12,4 km norr om Ullal. Omgivningarna runt Ullal är en mosaik av jordbruksmark och naturlig växtlighet.